# How Do You Do It?/Away from You
How Do You Do It?/Away from You è il primo singolo di Gerry and the Pacemakers, pubblicato nel 1963.

## Tracce
Lato A
1. How Do You Do It? – 1:55 (Mitch Murray)

Lato B
1. Away from You – 2:09 (Marsden, Chadwick)